# Verheiratet mit einem Toten
Verheiratet mit einem Toten (Originaltitel: J’ai épousé une ombre) ist ein von Regisseur Robin Davis inszeniertes französisches Kriminalfilm-Drama aus dem Jahr 1983. Das Drehbuch beruht auf der Romanvorlage I married a dead man von William Irish.

## Handlung
Frank zieht auf der Suche nach Arbeit mit seiner Geliebten Hélène durch Frankreich. Als Frank im Streit mit seinem Arbeitgeber wieder einmal seinen Job verliert und Hélène ihm deswegen Vorwürfe macht, wirft der Choleriker sie aus dem Auto und verschwindet auf Nimmerwiedersehen.
Die hochschwangere Hélène lernt im Zug das junge Ehepaar Meyrand kennen. Die ebenfalls hochschwangere Franko-Amerikanerin Patricia Meyrand ist mit ihrem französischen Ehemann Bertrand auf dem Weg zu dessen Eltern, die in der Nähe von Bordeaux ein Weingut besitzen und die sie bisher noch nie gesehen hat. Als Hélène ein Malheur passiert und ihr obendrein noch übel wird, bietet ihr Patricia an, sich in ihrem Zugabteil auszuruhen. In derselben Nacht verunglückt der Zug. Unter den Toten befinden sich auch die Meyrands.
Als Hélène zu sich kommt, befindet sie sich in einem Krankenhaus. Ihr Sohn wurde nach dem Unglück durch Kaiserschnitt zur Welt gebracht. Befremdlich wirkt auf Hélène, dass die Krankenschwester und der behandelnde Arzt sie als Patricia Meyrand ansprechen. Ihr Hinweis, dass es sich um eine Verwechslung handelt, wird jedoch nicht ernst genommen. Als sie auch noch von ihrem „Schwiegervater“ Mathieu Meyrand und dessen Sohn Pierre besucht wird, spürt die mittel- und wohnsitzlose Hélène, dass es für sie und ihren Sohn einen Ort der Geborgenheit gibt, wenn sie die Rolle der Patricia spielt.
Auf dem Weingut angekommen schließt sie ihre gebrechliche „Schwiegermutter“ Lena Meyrand sofort ins Herz. Hélène ihrerseits fühlt sich mehr und mehr zu ihrem „Schwager“ Pierre hingezogen. Das weckt die Eifersucht von Fifo, der temperamentvollen Tochter des Kellermeisters, die ein Techtelmechtel mit Pierre hat. Auch Pierre beginnt sich in Hélène zu verlieben. Lena setzt Hélène und ihren Sohn gegen Hélènes Widerstand zu Erben von zwei Drittel ihres Vermögens ein. Eines Tages erhält Hélène anonyme Briefe, die jeweils nur einen Satz enthalten: „Wer sind Sie?“, „Woher kommen Sie?“. Die verunsicherte Hélène verdächtigt Fifo und Pierre, Urheber dieser Briefe zu sein.
Doch die Briefe stammen von Frank, der plötzlich auf dem Weingut auftaucht und sich gegenüber den Meyrands als alten Freund von Hélène/Patricia ausgibt. Bei einem späteren Treffen heuchelt Frank Hélène Zuneigung vor, stößt aber auf Ablehnung. Schließlich lässt er die Katze aus dem Sack: er fordert Geld. Unmittelbar danach begibt er sich zu Lena und erzählt ihr die ganze Wahrheit. Frank droht mit einem Skandal, wenn er nicht eine Million Franc Schweigegeld erhält. Als später Hélène auftaucht, bricht Lena zusammen. Sie bringt es nicht fertig, Hélène, die sie liebt, zu verstoßen.
Hélène verabredet sich mit Frank und bringt den Ahnungslosen mit einem gezielten Dolchstich ins Herz um. Pierre findet die beiden am Strand und beseitigt Franks Leiche, indem er sie in dessen Auto ans Steuer setzt und über die Klippen im Atlantik versenkt. Hélène möchte sich der Polizei stellen. Noch in derselben Nacht lässt Lena von ihrem Notar ein Geständnis protokollieren, indem sie, Lena, den Mord an Frank gesteht und ihren Sohn Pierre mit der Beseitigung der Leiche beauftragt habe. Dieses Geständnis werde den Ermittlungsbehörden nur für den Fall zugänglich gemacht werden, sollten Unschuldige des Mordes verdächtigt werden. Hélène schmiegt sich an die schwerkranke Lena. In der Schlussszene befinden sich Pierre, Hélène und ihr kleiner Sohn bei Sonnenuntergang inmitten des Weinberges und umarmen sich.

## Kritik
„Psychothriller mit interessanter Ausgangslage, dessen anfängliche Intensität und Spannung zunehmend einem Kammerspiel weicht, das nicht mehr völlig überzeugen kann. Dennoch eine reizvolle moderne Adaption des raffinierten ‚Schwarze Serie‘-Thrillers von Cornell Woolrich.“

## Auszeichnungen
- César 1984: Nominierung von Nathalie Baye als Beste Hauptdarstellerin für ihre Rolle in Verheiratet mit einem Toten

## Synchronisation
Dialogregie: Joachim Kunzendorf
| Rolle            | Darsteller         | Dt. Synchronsprecher  |
| ---------------- | ------------------ | --------------------- |
| Hélène           | Nathalie Baye      | Monica Bielenstein    |
| Pierre           | Francis Huster     | Stefan Gossler        |
| Frank            | Richard Bohringer  | Kurt Goldstein        |
| Lena Meyrand     | Madeleine Robinson | Eva Katharina Schultz |
| Mathieu Meyrand  | Guy Tréjan         | Edgar Ott             |
| Fifo             | Victoria Abril     | Heike Schroetter      |
| Patricia Meyrand | Véronique Genest   | Joseline Gassen       |
| Bertrand Meyrand | Humbert Balsan     | Hans-Jürgen Wolf      |